# Számik

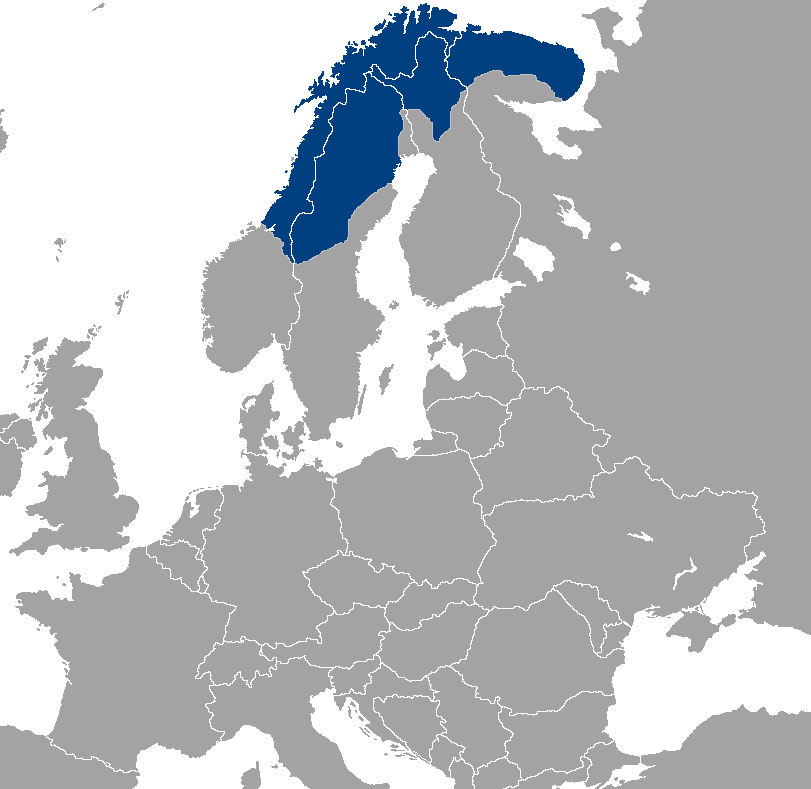
A lappok szállásterületei

A lapp zászló

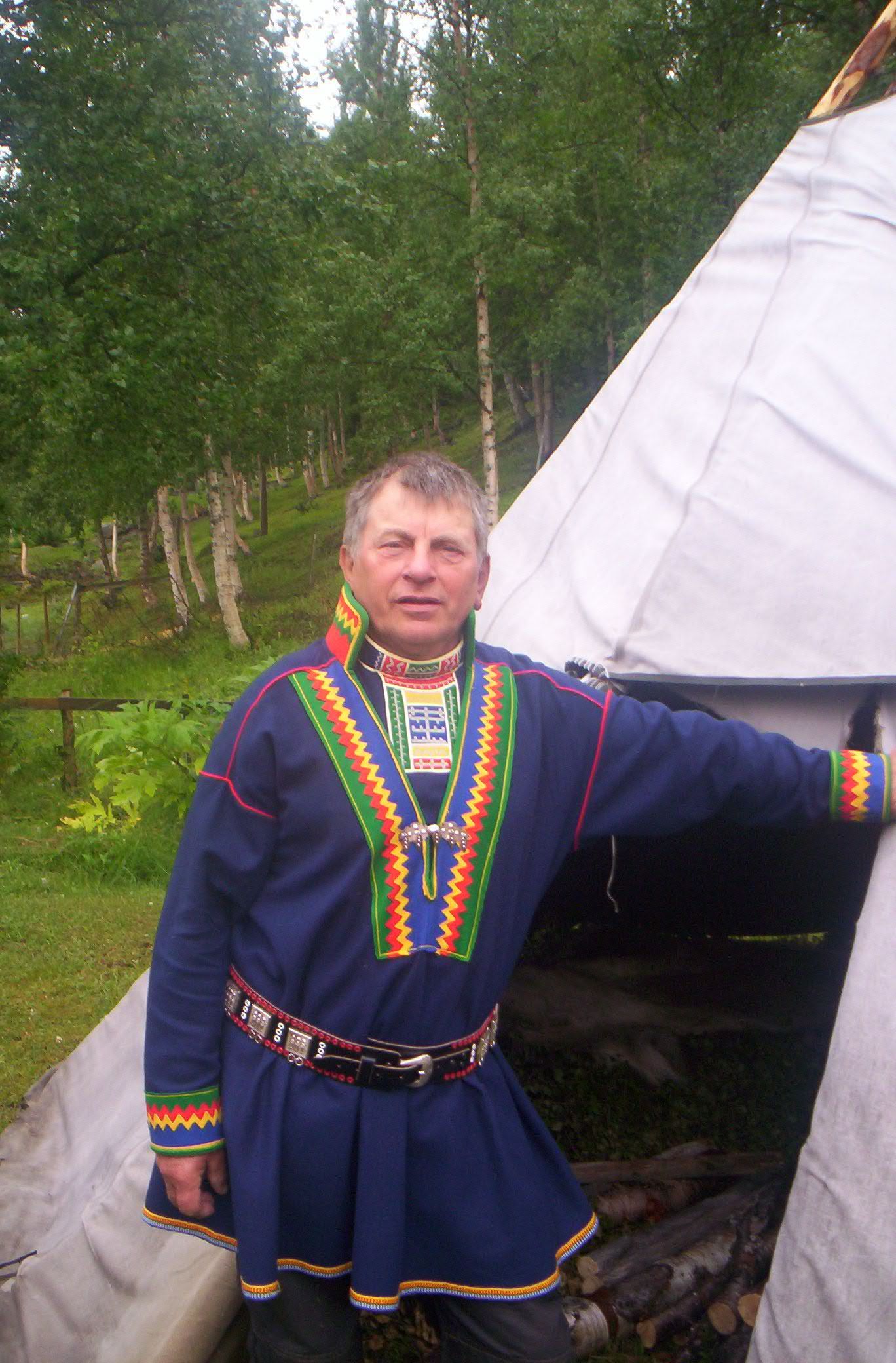
Egy pitei-számi férfi Beiarnban, Norvégiában

A számik (sámit, sámi, saami) vagy lappok a Lappföld (Sápmi, Sábme, Saemie) nevű terület finnugor nyelvű bennszülött lakói. Mai földjük Finnország, Norvégia, Svédország és Oroszország (Kola-félsziget). Hagyományos szállásterületük nagyjából akkora, mint a mai Svédország, de szétszórtan élnek, és nincsenek többen százezernél. Magyarországon kevéssé ismert, de ajánlatos a „számi” név használata, mert a „lapp” nevet a nép tagjai megalázónak érzik.

## Történelmük
A számik (lappok) Lappföldön (Észak-Európa) élnek. A jégkorszak beköszönte előtt, még jóval délebbre laktak, de minden bizonnyal paleoszibériai népesség leszármazottjai. Északra vándorlásukban nem csak a vad rénszarvasok követése játszott szerepet, hanem egyes népek mint a norvégok, finnek és a svédek terjeszkedése késztette őket, hogy elhagyják addigi területüket. Hogy valójában a lappok honnan származnak és a nyelvük mi módon alakulhatott ki, abban a mai napig nincsenek egységes nézetek a tudósok körében. Embertanilag a lappid rasszhoz tartoznak, határozottan különböznek az uráli népektől: átlagos magasságuk 155 centiméter, orruk lapos, hajuk sötét. Emiatt a legtöbb kutató úgy véli, hogy nyelvcsere útján jutottak finnugor nyelvükhöz.
A lappok soha nem alkottak önálló államot, ma is négy ország területén él az összesen kb. 80.000 számi. Norvégiában élnek a legtöbben (50.000), Svédországban (20.000), Finnországban (6.000) és Oroszországban (2.000) a legkevesebben. Nyelvüket, ami 9 külön nyelvjárásra osztható, a viszontagságos történelmük, és a hatalmas távolságok (400.000 km²) miatt már csak 35%-uk beszéli. Legnagyobb arányban az északi számit, de az egyre erősödő nyelvpolitika hatására, ma már a kolta és az inari számit is egyre többen beszélik.
Külső elnevezésük (lapp), először a XII. században a svéd nyelvben jelenik meg. Feltehetően vikingek is használták már ezt a megnevezést.
A lapp az uráli nyelvcsalád, azon belül a finnugor nyelvcsalád finn-permi ágához tartozó finn-volgai csoport legészakabbra beszélt nyelve.
A közös alapnyelvből való kiválás, a finnségi népek megváltozott életformája miatt kerülhetett sor, 2500-2000 évvel ezelőtt. Ekkortájt tértek át a rénszarvastartásra, de csak 500 éve vált jelentőssé gazdaságukban. Már a 800-as években megkezdte a norvég király az adóztatásukat, majd a svédek, a finnek, a karjalaiak és az oroszok is prémben és halban követelték jussukat.

## Nevük
Lapp néven Svédországban és Finnországban ismerték őket, és ez a név terjedt el a legtöbb európai nyelvben (magyar lappok, német Lappen, francia lapons, spanyol lapones). Ők maguk azonban sohasem használták ezt a nevet és sámit vagy sábmelaš („számi testvér”) néven emlegetik saját magukat.
Pontosan nem ismert, hogyan került a lapp szó az északi nyelvekbe, de lehet, hogy a dán történész Saxo Grammaticus vezette be, aki különbséget tett Fish-Fennian („halász finnek”) és Lap-Fennian („lapp finnek”), azaz tengerparti és erdei nép között. Olaus Magnus a 15. században „Az északi népek leírása” című művében szintén használta a szót és Johannes Schefferus „Acta Lapponica” című műve (17. század) tovább népszerűsítette. A lapp szó svédül „foltot” jelent, de van olyan vélemény is, hogy a szó eredeti jelentése „vadak”.
Észak-Norvégiában, ahol a számik mintegy fele él, finner (finnek) néven ismerték őket, miközben a finn kisebbség neve kven volt.
Manapság jobb elkerülni a lapp név használatát, mert különösen a tájékozottnak gondolt emberektől ez sértésnek számít. A legjobb a számi nevet használni, amit maguk a számik is használnak intézményeik (rádió, tévé, színház stb.) megnevezésében.
Magyarországon egyelőre nincs jele olyan nyilvános vitának, amely a név elhagyását és a számi névre való áttérést eredményezhetné. Nehézséget jelent, hogy a szakirodalom a rokonság kutatásának kezdeteitől a „lapp” nevet használja.

## Hagyományos foglalkozás
Mivel a számik az utolsó nomadizáló nép Európában, így egészen az 1600-as évek végéig jellemző volt rájuk a halászó-vadászó életmód, majd ezt követően leginkább már csak réntartással foglalkoznak. A nagycsordás réntartók minden évben tavasszal elindulnak északra a csordájukkal a tengerhez, ahol kevesebb a szúnyog és hűvösebb az idő. Ősszel ismét útra keltek a szárazföld belsejébe, vissza a téli szálláshelyeikre, ahol megtörtént a rénszarvasok szétválogatása, és ekkor vágták le a már téli bundát növesztett meghízott állatokat. Az erdei réntartók csak a téli és a nyári szálláshely között ingáznak, a pásztorok bizonyos időközönként terelik összébb a nem túl hatalmas nyájaikat.
Mivel a prém volt a fizetőeszköz sokáig, ezért tompa végű nyilakkal ejtették el az állatokat, de manapság már puskát használnak erre a célra.

## A számi zene
A számik ősi éneke a joika, amely főleg az előadásmódot szabja meg, csak közvetlen hallás után lehet megismerni, a megszokott ötvonalas kottarendszerbe való rögzítése nem lehetséges. Ez egy olyan hangképzési technikát igényel, amelyet kívülállónak szinte lehetetlen elsajátítani, ezért az autentikus énekesek hangját sok-sok hangszalag őrzi.
A pogány tradíciókhoz kapcsolódó ének azért maradhatott fenn ilyen sokáig, mert a számiknál 1637-ig sámánhit volt az uralkodó vallás. A sámánszertartás fontos része a joika, tulajdonképpen zsolozsma, vagy varázsének a halott hősök idézésére, akiket segítségül hívnak. A hang rezegtetése eszköz a révület állapotának megteremtéséhez. A néphit szerint a szellemek nem törődnek az emberek mindennapi beszédével, de figyelnek a rendkívüli hangokra és szavakra. A joikában használatos szavak egy része ezért szóhasználaton kívüli, kiejtésük a szertartásokon kívül tilos, szintúgy ezek ismertetése kívülállók számára.
A dalokat hangszeres kíséret nélkül adják elő, zenekultúrájuk az énekben nyilvánul meg. A kíséret hiánya tette lehetővé a dallam ugráló mozgását, valamint a többi sajátosságot: a hang rezegtetését, a glissandókat, valamint a hangrezgés hirtelen megszüntetését a gégefő nyílásának gyors bezárásával. Kétfajta előadási mód különböztethető meg, ők mindkettőt joikának hívják, az egyik tág hangterjedelmű (10-11), kiáltozó, a másik dünnyögő, mély fekvésű, szintén tág ambitusú, ez utóbbi szándékában a bűbájos varázsló ráolvasás sejthető. A számi dalok zenei értelemben képszerűek, a legritkább esetben szól általános dolgokról, mindig van valami tárgya, amelyet az előadó szemszögéből, szubjektív érzelmi töltéssel ábrázol – de nem csak ábrázolja, hanem a természethez való bensőséges viszonyából adódóan egészében megragadja azt. Szűkszavú értelmes szövegeik be vannak ágyazva értelmetlen, de szimbolikus egytagú vokalizálásba, amely vagy szimpátiát fejez ki (la-la, no-no), vagy antipátiát (lö-lö, lü-lü), esetleg érdektelenséget (go, jo, wu). A szöveg többnyire nem marad személytelen, neveket helyettesítenek be, amelyek generációkként cserélődnek: van mindenkinek saját joikája, vagy gúnydala, amit természetesen nem ismer. A szöveges üzenet azonban szinte lényegtelen, teljesen a dallam alá rendelődik, hisz az előadó célja minél távolabb kerülni a beszélt nyelvtől (beszélt – és az énekhangot ennek megfelelően máshol képzi). Vannak olyan névre szóló joikák, amelyeknek hőseit senki sem ismeri a faluban.
Zeneileg jellemző a feszes ritmus, páros és páratlan ütemű kb. megegyező arányban. Hangsoraik változatosak: a pentaton és diaton mellett különleges skálák is előfordulnak, a számi dalok zenei gondolkodásmódja mégis a félhang nélküli ötfokúságon nyugszik, jellemző a kvart, kvint és oktáv valamint a dúr hármashangzatok központi szerepe. Szembetűnő szerkezeti sajátosságuk: a nálunk szokásos 4-soros dalformából alig akad néhány, általában motívum ismételgető, regösénekeinkhez hasonló szerkezet az uralkodó. Az ütempárban egy kb. 10-25 taktusból álló részt éreznek egy szakasznak, ami után egy kb. egy ütemnyi szünetet tartanak, és kezdik a második szakaszt, de ennek ütemszáma nem egyezik az elsőével. Sok az improvizatív elem, mégis tulajdonképpen a motívumok cserélgetése, egy modell szabad formálása. Elvben ugyanaz a dal különböző énekesek előadásában eltérő formákat is ölthet. Az előadás módjához tartoznak a törvényszerű ékesítések, hangmozgatás- ez adja énekük misztikus jellegét.

## A magyar nyelvrokonság
A 17. századtól már német és skandináv tudósokat is foglalkoztatta a számi és a magyar nyelv közti lehetséges rokonság (Johannes Scheffer 1673-ban, Anton Friedrich Büsching 1675-ben, ifj. Olof Rudbeck 1717-ben  Archiválva 2006. május 6-i dátummal a Wayback Machine-ben). Az első komoly magyar tudós aki lefektette ennek a rokonságnak a tudományos alapjait Sajnovics János volt.
Sajnovics és Hell Miksa jezsuita szerzetestudósok tagjai voltak annak az expedíciónak, amely 1769-ben az észak-norvégiai Vardø szigeten csillagászati megfigyeléseket végzett. Hell Miksa lelkendezve írt a találkozásról:
„Jó Isten, ki hitte volna, hogy mi ugyanazon ősatyától való testvéreket fogunk találni a lapp népben! Magyarok, testvéreink, a mi magyar nyelvünket beszélik, a mi magyar ruhánkat hordják, a mi régi magyar atyáink szokásai szerint élnek, egyszóval, testvéreink. Ó, minő csodás, milyen megdöbbentő dolgokat fogok R. P. Prae positusnak jelenteni. De mindezt csöndben tartsuk meg magunknak, illő ugyanis, hogy elsőként a dán király tudja meg tőlünk. Isten csodálatos rendelése, hogy társként a nyelvtudományban jártas P. Sajnovicsot választottam erre az expedíciómra. Dicsérjük Istent testvéreink felfedezésében, akiknek talán, mint egykor Magyarországnak, e felfedezésünk útján fellobban az igaz hit fénye örök üdvösségükre az Ő csodás útjai által.” (Pater Höllerhez írott levél)
Sajnovics a számi és a magyar nyelv szavait és alaktani elemeit – képzőket, jeleket, ragokat – hasonlította össze (a nyelvhasonlításban úttörő módon), megállapítva az azonosságokat. Közös vonásként jegyezte meg például, hogy mindkét nyelv egyes számot használ a számnevek után. (Tehát nem azt mondjuk, hogy „öt kutyák”, mint más nyelvek tennék, hanem azt, hogy „öt kutya”.) Összesen 150 toldalékolt és tőszót hasonlított össze, ezekből ma 36-ot tartanak valóban finnugor eredetűnek (például ad-adde, anya-aedne, éj-ije stb.).
Sajnovics 1770-ben Koppenhágában, majd Nagyszombatban kiadott latin nyelvű könyve (Demonstratio idioma Ungarorum et Lapponum idem esse MDCCLXX) angolul is olvasható.
Magyarul a mű csak 1994-ben jelent meg. Korában itthon nagy vihart és vitát kavart, Pray György, Révai Miklós, Molnár János és Dugonics András számára Sajnovics érvelése meggyőző volt, Bessenyei György, Barcsay Ábrahám, Orczy Lőrinc és Horváth István azonban tiltakoztak és gúnyt űztek következtetéseiből.

## Híres számik vagy számi származású személyek
- Anni-Kristiina Juuso – színésznő
- Renée Zellweger – színésznő
- Joni Mitchell - énekesnő
- Morten Gamst Pedersen – labdarúgó
- Lars Levi Laestadius – lelkész

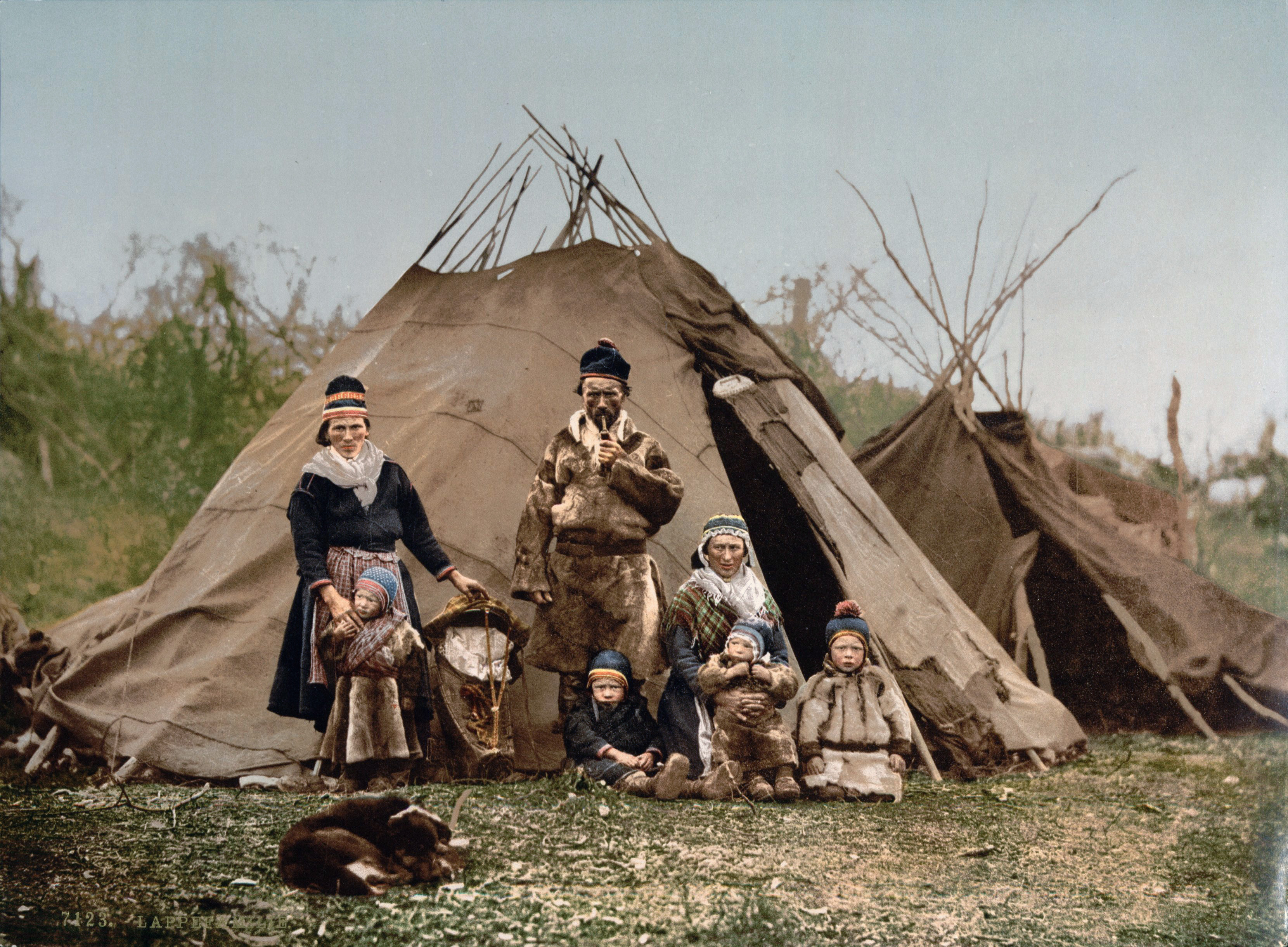
Számi család 1890 táján

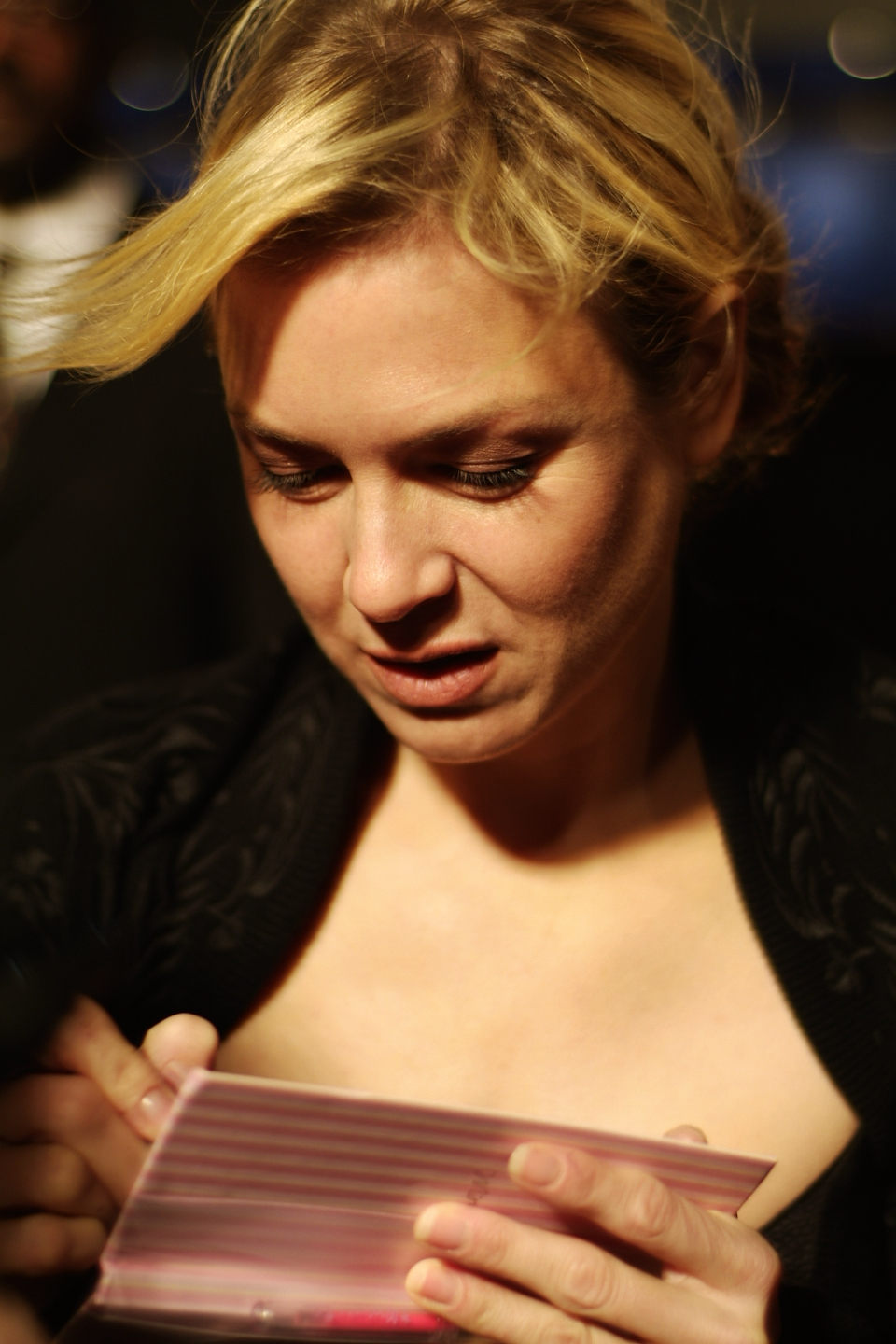
Az Oscar-díjas Renée Zellweger

- Ole Henrik Magga – politikus, nyelvész
- Nils-Aslak Valkeapää – énekes, író
- Börje Salming – jégkorongozó
- Anja Pärson – síelő
- Ingemar Stenmark – kétszeres olimpia bajnok síző
- Jens Byggmark – síelő
- Amoc – énekes
- Mari Boine – énekes
- Ailo Gaup – sámán, író
- Torgeir Vassvik – énekes, zeneszerző

## Életmódjuk
Lappföldet az év jelentős részében hó borítja, így ennek megfelelően alakították ki közlekedési eszközeiket is. Gyalogláshoz rövid, fenyőből készült sílécet használtak, amelyet prémmel borítottak be és egy botot. Meredek emelkedőn a szőrme kiválóan alkalmas, hogy megtapadjon a hóban és megakadályozza a visszacsúszást. Hosszabb utakra már csónakformájú szánokkal közlekedtek. Ezeknek három típusuk van: teherhordó, személyszállító, amely kisebb volt és rendelkezett háttámlával, hogy a nők a gyermekeikkel kényelmesebben utazhassanak, valamint a szent szán. Ez utóbbin tárolták rituális eszközeiket, bálványaikat.
Társadalmuk alapja a siida, azaz a családok közössége. Egy adott siida, csak egy bizonyos területen vándorolhatott, vadászhatott, halászhatott és tilos volt áttérni a másik család területére. A házasságokról a szülők döntöttek és döntésben leginkább a rénállomány nagysága játszott fontos szerepet. Minden csecsemő kapott szüleitől pár rént, így mire felnőtt korba értek, azok szaporulata képezte hozományukat.
Otthonuk olyan piramis formájú sátor, amely kerek vagy négyszögletes alapú és könnyen felállítható. Ágak és rénszarvasprémek képezték az alapzatot. A nyílt tűzhely a sátor közepén állt, felette a lógott a bogrács. A bejárattal szemben alakították ki a szent sarkot, míg a bal oldalon volt a nők és a gyermekek helye, addig a jobb oldalon a férfiak tartózkodtak.
Tipikus téli szállástípus az egyosztatú boronaház. Északon négy- és nyolcszög alapú kunyhók voltak a jellemzőbbek. Jellegzetes gazdasági épülettípusuk a négy lábra épített apró boronaház, amely kamraként funkcionált.
Viseletük mind a férfi, mind a női, egyenes szabású, posztóból készült ing, piros és sárga díszítéssel. Férfiak bőrövvel fogták össze, amelyen a pukko, a vadászkés, egy bőrzacskó, amelyben a pénzt tárolták, egy tűzrakó eszközök tárolására alkalmas négyszögletes táska és egy rézkarika lógott. Alsóruhát egyikük nem sem hordott. A férfiak bőrnadrágot, míg a nők színes szoknyát vettek alulra. Hideg téli napokon bebújós bundát húztak, szőrével kifelé.
Igen fontos öltözék volt a férfiaknál a „négyszélsapka”, a nőknél a színes fejpánt, amely viselőjükről elárulta családi állapotát és vagyoni helyzetét is.
Cipőként alacsony szárú bőr vagy prém lábbelit hordtak, télen ellenben hosszú, combközépig érő, szénával bélelt prémcsizmát viseltek. A lappok étrendjére jellemző a vadhús, hal valamint a bogyós gyümölcsök.

## Táplálkozási szokásaik
A lappok által lakott zord északi táj kevés élelmiszerforrással tudott szolgálni, ezért a rénszarvas lett a legfőbb megélhetési forrás. A hegyi lappok a rénszarvas húsát frissen, füstölve és szárítva egyaránt fogyasztották, de étkezésükben felhasználták a rénszarvas tejét, vérét, és zsírját is. Nyáron elsősorban halat ettek. Az erdei lappok életében viszont fontos szerepet játszott a vadász-, és a halászzsákmány. Ők egész évben sok halat és vadhúst ettek. A madarak húsa és tojása is közkedvelt élelmiszernek számított. Vitaminszükségletüket erdei és mocsári bogyófajtákból fedezték. A lappok nagyon sokáig nem ismerték a cukrot és a sót. A liszthez, vagy kedvelt italukhoz is kereskedők révén jutottak hozzá.
Érdekesség, hogy Lappföld északi részein a számik megisszák a légyölő galócát evett rénszarvas vizeletét, ‘muscimol’ melynek hallucinogén hatása van. Ez a szokás fellelhető még Szibériában, Japánban és Észak-Amerika legészakibb pontjain is.

## Szertartások

### Esküvő
Lánykérés során a leendő vőlegény felkérte egy férfirokonát, legyen segítségére, majd apjával és a lánykérővel elment a lányos házhoz. Míg két rokona a sátorban egyezkedett a menyasszony apjával a hozományt illetően, addig ő valamilyen hasznos tevékenységgel foglalta el magát, pl. tűzifát vágott. A megegyezést követően a vőlegény prémekből és ékszerekből álló ajándékot adott át a menyasszonynak, majd megkérdezte, hogy ott alhat-e. Ha a válasz igen volt, akkor a házasság el volt döntve. Ezután a vőlegénynek egy évig kellett leendő apósánál szolgálnia, de házasságra csak a hozomány átadásakor kerülhetett sor, így nem volt ritka a több évig elhúzódó jegyesség.

### Születés
Sok népszokás közül az egyik, amely a szüléshez kapcsolódott, hogy a vajúdó nő környezetében mindent kikötöttek, kicsomóztak, hogy a gyermek lelke akadálytalanul tudjon összekapcsolódni a fizikai testével. Régen külön sátor szolgált a szülésre, amelynek bal oldali (női) részében szültek a lapp asszonyok. A csecsemőt először hóban (télen) majd meleg vízben fürdették meg és csak ez után tették a sátorrúdra akasztott bölcsőbe. Hogy megvédjék a kisdedet az uldáktól (föld alatti szellemektől) pénzérméket akasztottak a feje fölé. Általában valamelyik ősük nevét kapták a gyerekek, amelyet a sámántól tudakoltak meg. Másik érdekes népszokásuk, mivel a terhes asszony fő tápláléka a kása volt, ha fiút szerettek volna, akkor egy apró íjat tettek bele, ami később a bölcső fölé került.

### Temetés
Egészen a múlt századig a felszíni temetkezés volt a jellemző a lappoknál, mind az éghajlat, mind a talajviszonyok miatt. A holttestet vászonba, vagy darócba csavarták, szánra, koporsóba tették és egy közeli helyre vitték és ott kővel borították, alkalmanként barlangban temetkeztek. A temetést követő harmadik napon került sor a torra, amelyen feláldozták a rént, azt amelyik a temetőbe húzta az elhunytat. Hitük szerint a holtak lelke úgy repül, akár a madarak, költözésükkor hatalmas szél kerekedik.

## Népköltészet
Különleges énekformájuk a joika, amely átlépve téren és időn, kapcsolatot képes teremteni mindenfajta természeti lénnyel. A joika strófa és szöveg nélküli ének, amely kommunikációs eszköz, ima és varázsének is egyben. Mivel a lappok körében is szent állatnak számít a medve, ezért is maradhatott fent, egy ősi lapp eredetmítosz egy kolta lapp lány és egy medve házasságáról.

## Hitvilág
A lappok igen későn, csak a 15.-16. században vették fel a kereszténységet, de egészen 1840-ig Lars Levi Laestadius puritán lelkész hittérítő mozgalmáig csak névleges kereszténységről beszélhetünk. Az Oroszország területén élők ortodox hitűek, többségük azonban evangélikus. Ezt megelőzően természethitűek voltak és elképzeléseik szerint sok isten népesítette be az eget, a földet és az alvilágot. A számiknál duális kozmogóniai mítosz terjedt el. Isten és ellenlábasa, Baergalat teremtették a világot. Elképzelésük szerint a Föld lapos és kerek, e fölé borult az ég, amelyet egy óriási világoszlop tart a föld középpontjában.
Hitük szerint minden természeti megnyilvánulásnak lelke van, így a fák kultusza mellett, tisztelték a különleges formájú köveket is. Ezeket hívták szejtáknak, ahol gyakran mutattak be áldozatot. Különböző isteneknek más és más áldozati ajándék járt. Lehetett tárgyi, étel- vagy állatáldozat is. Szent helynek számított ahol egy szejta állt és ezt nők nem látogathatták. 
Ha vadászat során erre tévedt egy vad, akkor megmenekült, mert ezen a helyen tilos volt elejteni az állatot.

## Mai helyzet

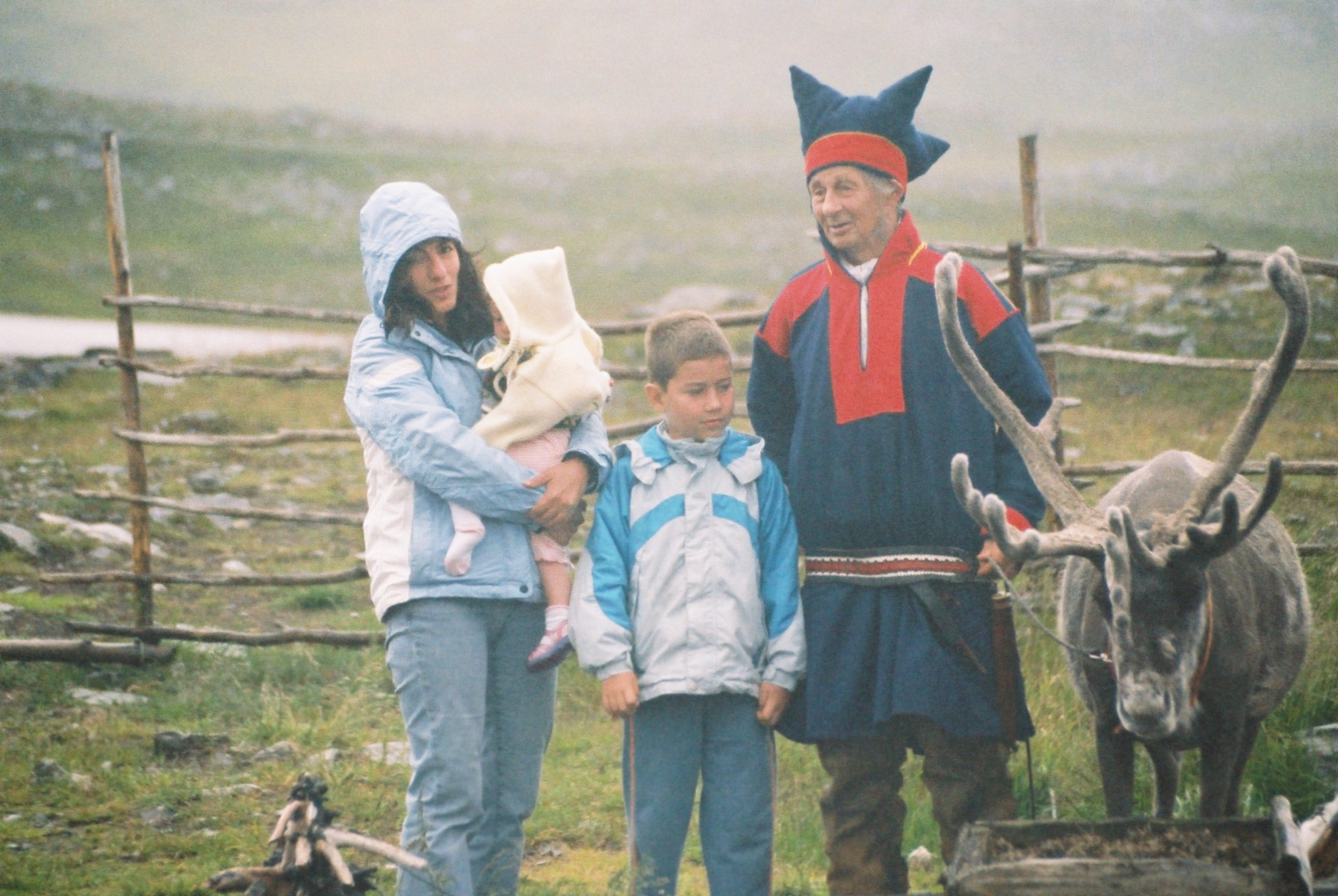
Számi család rénszarvassal

Manapság már egyre kevesebb család foglalkozik réntartással. Norvégiában, hogy támogassák a lappok életformáját, kizárólagos privilégiumot élveznek, így csak ők foglalkozhatnak rénszarvastenyésztéssel. Finnország, Svédország és Norvégia között szabadon vándorolhatnak.
Életformájuk mára meglehetősen hasonlít a nyugati emberéhez. Házakban élnek, a finn oldalon ingyenes internet-hozzáférésük van, és rénhúzta szán helyett motoros szánon közlekednek.
A Számi Parlament és a Számi Tanács foglalkozik politikai és kulturális érdekeikkel. Mivel a XX. században törvényekkel próbálták asszimilálni őket, nyelvük igen nagy veszélybe került, amelyet ma nagy erőfeszítéssel próbálnak újratanítani a legfiatalabb generációknak és szüleiket is igyekeznek bevonni az oktatásba.